# حمام ممتاز
حمام ممتاز مربوط به اواخر دوره قاجار است و در درگز، خیابان امام خمینی (ره)، امام خمینی ۳۰، نبش خیابان رضوان واقع شده و این اثر در تاریخ ۱۹ مرداد ۱۳۸۴ با شمارهٔ ثبت ۱۲۹۱۲ به‌عنوان یکی از آثار ملی ایران به ثبت رسیده است.